# Doubloon Bank Lagoon
Doubloon Bank Lagoon är en sjö i Belize. Den ligger i distriktet Orange Walk, i den norra delen av landet, 100 km norr om huvudstaden Belmopan.